# Matalapan Monterrey
Matalapan Monterrey är en ort i Mexiko.   Den ligger i kommunen San Andrés Tuxtla och delstaten Veracruz, i den sydöstra delen av landet, 400 km öster om huvudstaden Mexico City. Matalapan Monterrey ligger 37 meter över havet och antalet invånare är 110.
Terrängen runt Matalapan Monterrey är platt åt sydväst, men åt nordost är den kuperad. Runt Matalapan Monterrey är det ganska glesbefolkat, med 47 invånare per kvadratkilometer. Närmaste större samhälle är Comoapan, 18,5 km norr om Matalapan Monterrey. Omgivningarna runt Matalapan Monterrey är en mosaik av jordbruksmark och naturlig växtlighet.